# Юдіт Герцберг
Юдіт Герцберг (нід. Judith Frieda Lina Herzberg; нар. 4 листопада 1934, Амстердам) — нідерландська поетеса і драматург.

## Біографія
Батьки (батько — адвокат, історик і письменник Абель Герцберг) були інтерновані в табір Вестерборк, а потім переведені в Берген-Бельзен, звільнені в 1945 британською армією. Юдіт, її старші сестра і брат в цей час ховалися від нацистів в селі. Після війни Юдіт вчилася в амстердамському ліцеї Монтессорі, вищої освіти не отримала. Дебютувала віршами у 1961 році.
Живе в Нідерландах і в Ізраїлі, куди емігрували її сестра і брат.
Крім віршів, автор драм, сценаріїв, книг есеїстики, перекладів і адаптацій для сцени з давньогрецької (Троянки Евріпіда), французької (Дама з камеліями Дюма-сина), норвезької (Ібсен), шведської (Стріндберг) і інших.

## Твори

### Вірши
- 1963 — Zeepost
- 1968 — Beemdgras
- 1970 — Vliegen
- 1971 — Strijklicht
- 1971 — 27 liefdesliedjes
- 1975 — Ethooi, антологія
- 1980 — Botshol
- 1983 — De val van Icarus
- 1984 — Dagrest
- 1984 — Twintig gedichten
- 1987 — Zoals
- 1994 — Doen en laten. Een keuze uit de gedichten, антологія
- 1996 — Wat zij wilde schilderen
- 1998 — Landschap
- 1999 — Bijvangst
- 2004 — Soms vaak
- 2007 — Zijtak
- 2008 — Het vrolijkt

### Драми
- 1974 — Dat het 's ochtends ochtend wordt. De deur stond open. Twee toneelstukken
- 1982 — Leedvermaak (екранізована у 1989)
- 1985 — En/of
- 1986 — Merg
- 1986 — De kleine zeemeermin, за сказкою Андерсена «Русалонька»
- 1991 — Een goed hoofd
- 1988 — De Caracal. Een monoloog
- 1989 — Kras
- 1991 — Teksten voor toneel en film. 1972—1988 (драми та сценакрії 1972—1988)
- 1995 — Rijgdraad
- 1997 — De Nietsfabriek
- 1998 — Een golem
- 2000 — Lieve Arthur
- 2004 — Thuisreis

### Сценарії
- 1975  Rooie Sien
- 1977 Twee vrouwen
- 1979 Mevrouw Katrien
- 1981 Charlotte. Dagboek bij een film
- 2001 Qui vive
- 2009 Happy End